# Markus Rehm
Markus Rehm, född 22 augusti 1988 i Göppingen, är en tysk idrottare som tävlar i parasport. Han är specialiserad på längdhopp och löpning.
Rehm utövade fram till 2003 wakeboard-åkning. Under en träning blev han överkörd av en motorbåt. Skadan var så allvarlig att läkarna amputerade nedre benet. Med hjälp av speciella proteser fortsatte han med sporten. Året 2009 började Rehm även vid friidrottsavdelningen hos Bayer Leverkusen. Samtidig fick han en utbildning i ortopedi och han hade möjligheten att förbättra sin utrustning. Under tyska mästerskapen 2014 fick Rehm tillåtelse att tävla mot idrottare utan skada och han vann i längdhopp med 8,24 meter som samtidigt var världsrekord för paraidrottare. Året 2021 förbättrade han rekordet till 8,62 meter.